# Angelina Jolie
Angelina Jolie Voight (ur. 4 czerwca 1975 w Los Angeles) – amerykańska aktorka, reżyserka, producentka filmowa, modelka i działaczka społeczna, ambasadorka dobrej woli UNHCR oraz członkini Rady Stosunków Międzynarodowych, zdobywczyni jednego Oscara, trzech Złotych Globów i Nagrody Gildii Aktorów Filmowych.
Na wielkim ekranie debiutowała w 1982, grając u boku swego ojca Jona Voighta w filmie Szukając wyjścia. Dekadę później wystąpiła w głównej roli niskobudżetowej produkcji Cyborg 2: Szklany cień (1993). Jej pierwszą znaczącą rolą była postać Kate Libby w Hakerach (1995). Następnie wystąpiła w docenionym przez krytyków filmie biograficznym George Wallace (1997) oraz w obrazie Gia (1999). Za rolę w dramacie Przerwana lekcja muzyki (1999) otrzymała Oscara dla najlepszej aktorki drugoplanowej. Międzynarodową sławę zyskała dzięki roli Lary Croft w filmach Lara Croft: Tomb Raider (2001) i Lara Croft Tomb Raider: Kolebka życia (2003). Od tamtej pory stała się jedną z najbardziej rozpoznawalnych i najlepiej opłacanych aktorek Hollywood. Sukcesem komercyjnym okazała się też komedia sensacyjna Pan i pani Smith (2005), w której zagrała z Bradem Pittem.
Była trzykrotnie zamężna, z Jonnym Lee Millerem, Billym Bobem Thorntonem i Bradem Pittem, z którym ma troje biologicznych dzieci (Shiloh, Knoxa i Vivienne) oraz troje adoptowanych (Maddoxa, Pax i Zaharę).
Angażuje się w działalność humanitarną, szczególnie w pomoc uchodźcom w ramach ONZ.

## Życiorys

### Dzieciństwo
Urodziła się w Los Angeles, jest córką aktorów Marcheline Bertrand i Jona Voighta. Ze strony ojca ma pochodzenie słowackie i niemieckie, jej matka natomiast była Frankokanadyjką, rzekomo z domieszką krwi Irokezów, choć sam Voight temu zaprzeczał. Jolie ma starszego o dwa lata brata, Jamesa Havena. Ich rodzice rozstali się w 1976, kiedy Jolie miała niespełna rok. Jej rodzicami chrzestnymi zostali Jacqueline Bisset i Maximilian Schell. Po separacji rodziców wraz z bratem zamieszkała z matką i przez pierwsze pięć lat dorastała w Los Angeles, po czym wyprowadziła się do Sneden’s Landing. W dzieciństwie często oglądała filmy z udziałem swojej matki, co zainspirowało ją do rozpoczęcia kariery aktorskiej.
W wieku 10 lat wraz z rodziną ponownie zamieszkała w Los Angeles, gdzie przez kolejne dwa lata uczyła się w Lee Strasberg Theatre and Film Institute i wystąpiła w kilku przedstawieniach. Uczęszczała także do Beverly Hills High School. W okresie szkolnym często była szykanowana przez innych uczniów za anorektyczną sylwetkę oraz noszenie aparatu ortodontycznego i skromnych ubrań. W tym czasie miała także myśli samobójcze, a po pierwszych nieudanych próbach podjęcia kariery modelki jej wysoka dotąd samoocena drastycznie zmalała, wskutek czego zaczęła się okaleczać. W dorosłym życiu przyznała: „Z jakiegoś powodu rytuał nacinania się i uczucie bólu było dla mnie w jakiś sposób lecznicze, może dawało mi poczucie, że żyję, uczucie pewnego rodzaju wolności”. W wieku 14 lat zrezygnowała z lekcji gry aktorskiej i postanowiła zostać przedsiębiorcą pogrzebowym. Była także zafascynowana subkulturą gotycką i punkową – ubierała się na czarno, eksperymentowała z piercingiem i przefarbowała włosy na kolor fioletowy, a także wychodziła ze swoim ówczesnym chłopakiem na zabawy, na których tańczyła mosh. Dwa lata później, gdy ich związek się rozpadł, przeprowadziła się w pobliże domu swojej matki, wróciła na studia aktorskie i ukończyła szkołę średnią. Odnosząc się do tamtego okresu, w jednym z wywiadów powiedziała, że „w głębi serca nadal jest i zawsze będzie po prostu punkowym dzieciakiem z tatuażami”.

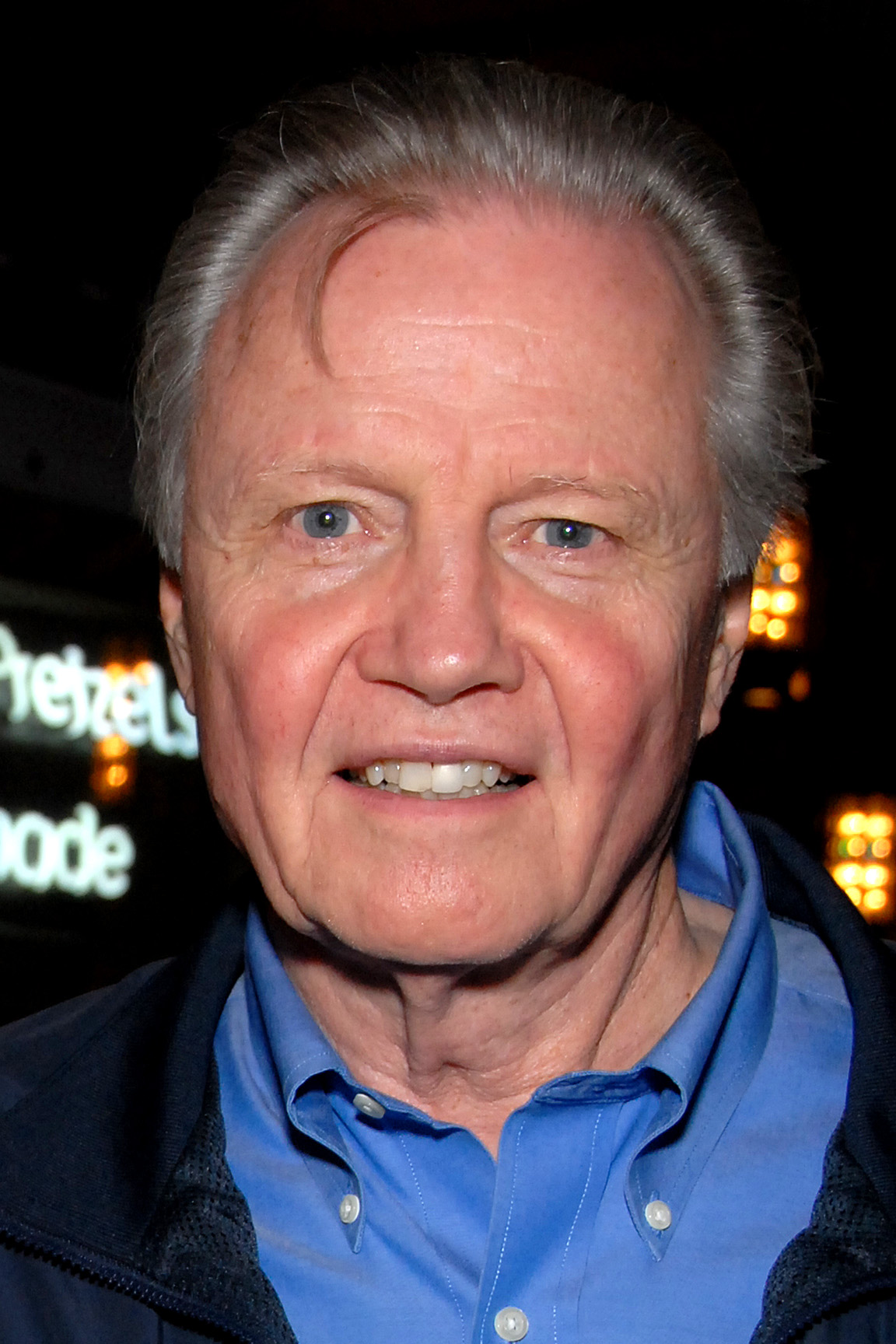
Ojciec aktorki – Jon Voight

Mimo że głównie wychowywała ją matka, Jolie utrzymała także regularny kontakt z ojcem. W dorosłym życiu przez długi czas była do niego zrażona, choć wielokrotnie próbowali się pogodzić, a także wystąpili wspólnie w filmie Lara Croft: Tomb Raider (2001). W sierpniu 2002 w programie Access Hollywood Voight stwierdził, że jego córka ma „poważne problemy emocjonalne”, co Jolie skwitowała stwierdzeniem, iż jego słowa są „niewybaczalne”. Jednocześnie uznała, że nie ma zamiaru utrzymywać kontaktów z ojcem. Powiedziała: Nie rozmawiam z ojcem. Nie czuję do niego nienawiści. Nie wierzę jednak, że ktoś należy do rodziny tylko ze względu na krew. Mój syn został adoptowany, a mimo to jest członkiem mojej rodziny. Nie chciała jednak upublicznić powodów, dla których nie utrzymuje relacji z ojcem, ograniczając się do stwierdzenia, że „gdy adoptowała syna, nie wydaje jej się, aby kontakt z jej ojcem był dobrym pomysłem”. We wrześniu zatwierdzono złożony przez nią wniosek o prawną zmianę nazwiska na Jolie.

### Początki kariery (1982–1997)
W 1982 zadebiutowała na wielkim ekranie rolą Tosh w filmie Szukając wyjścia, do którego scenariusz współtworzył jej ojciec. Mając 14 lat, zaczęła pracować jako modelka dla agencji Finesse Model Management, dzięki czemu pojawiła się na wybiegach w Los Angeles, Nowym Jorku i Londynie. Wkrótce potem wystąpiła w kilku teledyskach m.in. Meat Loafa („Rock and Roll Dreams Come Through”), Antonella Venditti („Alta Marea”), Lenny’ego Kravitza („Stand by My Woman”), Korn („Did My Time”) i The Lemonheads („It’s About Time”). Gdy skończyła 16 lat, wróciła do szkoły aktorskiej Lee Strasberga i zagrała swoją pierwszą rolę teatralną – Frau Wagnera, 45-letniego Niemca w sztuce Room Service. Z czasem zaczęła uczyć się gry od ojca, przyswajać jego metody obserwacji ludzi i naśladowania ich zachowań, a wzajemne relacje między nimi nie były już tak napięte. Zagrała w pięciu studenckich filmach swojego brata, który studiował na Wydziale Filmowym Uniwersytetu Południowej Kalifornii. Niedługo później całkowicie się usamodzielniła, zamieszkała w Nowym Jorku i podjęła naukę wieczorową na kierunku filmowym na Uniwersytecie Nowojorskim.
Przed ukończeniem 18. roku życia zakończyła karierę w modelingu, by w pełni skupić się na działalności aktorskiej. Profesjonalną karierę filmową rozpoczęła w 1993 zagraniem głównej roli Caselli „Cash” Reese, androida stworzonego w celu zniszczenia głównej siedziby pewnego przedsiębiorstwa, w niskobudżetowej produkcji Cyborg 2: Szklany cień. W tym okresie, rozczarowana swoją grą, a także zasmucona samotnością i brakiem przyjaciół w Nowym Jorku, zmagała się z depresją i znów nachodziły ją myśli samobójcze. Następnie pojawiła się w kilku niewyróżniających się filmach. W 1995 zagrała rolę nastoletniej Kate Libby w swej pierwszej hollywoodzkiej produkcji, Hakerach Iaina Softleya. Na planie filmu poznała swojego przyszłego męża, Jonny’ego Lee Millera. Choć sam film nie odniósł sukcesu kasowego, otworzył Jolie drogę do wielkiej kariery aktorskiej. W 1996 wystąpiła w roli autostopowiczki Eleanor Rigby w filmie drogi Mojave Moon. W tym samym roku pojawiła się także w kilku innych produkcjach: w komedii Love Is All There Is, uwspółcześnionej adaptacji dramatu Romeo i Julia (jako Gina Malacici, córka jednego z dwóch włoskich restauratorów, rywalizujących o dominację rynkową na nowojorskim Bronksie), thrillerze Bez dowodów (zagrała uzależnioną od narkotyków Jodie Swaringen) oraz filmie Wtajemniczenie (w roli nastoletniej Margaret Sadovsky, która wymierza sprawiedliwość nauczycielowi molestującemu uczennice). Żaden z filmów nie osiągnął sukcesu komercyjnego, co sprawiło, że Jolie rozważała porzucenie aktorstwa W 1997 pojawiła się u boku Davida Duchovnego w thrillerze Udając Boga, przedstawiającym historię chirurga, który po utracie licencji wpada w związki ze światem przestępczym, gdzie poznaje graną przez Jolie postać Claire. Film został źle przyjęty przez krytyków. Następnie wystąpiła w produkcji telewizyjnej Prawdziwe kobiety, opartej na powieści Janice Woods Windle, dramacie historycznym osadzonym w realiach Dzikiego Zachodu. Również w 1997 pojawiła się w teledysku do piosenki zespołu The Rolling Stones „Anybody Seen My Baby?”, która stała się światowym hitem.

### Lata 1997–2000
Jej kariera aktorska nabrała tempa po występie w filmie biograficznym Johna Frankenheimera George Wallace (1997), w którym zagrała rolę Cornelii Wallace, żony tytułowego bohatera, gubernatora stanu Alabama i zwolennika segregacji rasowej, który został postrzelony i sparaliżowany podczas kampanii prezydenckiej do Białego Domu. Za rolę w tym filmie otrzymała Złoty Glob dla najlepszej aktorki drugoplanowej w serialu, miniserialu lub filmie telewizyjnym oraz nominację do nagrody Emmy. W 1998 zagrała tytułową rolę supermodelki Gii Carangi w produkcji telewizji HBO Gia. Wcześniej czterokrotnie odrzucała rolę w tym filmie, który opisywał świat seksu, narkotyków i osobistych dramatów modelki, stając się kroniką jej życia, jej uzależnienia od heroiny, powolnego upadku i śmierci na AIDS. Rola mocno wyczerpała ją psychicznie. Po zakończeniu zdjęć na krótki czas przestała występować w filmach i przeniosła się do Nowego Jorku, gdzie zapisała się do na Uniwersytet Nowojorski, na którym uczyła się w klasie o profilu pisarskim. Jak później wspomniała w programie Za drzwiami Actors Studio, zajęcia „pomogły jej się pozbierać”. Za rolę w Gii odebrała Złoty Glob i Nagrodę Gildii Aktorów Ekranowych dla najlepszej aktorki w filmie telewizyjnym.
Kilka miesięcy później powróciła na ekrany rolą Glorii McNeary w filmie gangsterskim Hell’s Kitchen. Za wykreowanie postaci Joan w komedii obyczajowej Gra w serca zebrała dobre recenzje od krytyków i otrzymała nagrodę National Board of Review za najlepszą rolę żeńską. W 1999 zagrała w komediodramacie Mike’a Newella Zmęczenie materiału, na którego planie poznała swojego drugiego męża, Billy’ego Boba Thorntona. Film został przyjęty dość chłodno, a Jolie za rolę Mary, uwodzicielskiej żony Russella Bella (granego przez Thorntona), została szczególnie mocno skrytykowana – The Washington Post napisał, że odgrywana przez nią postać „jest wręcz śmieszną kreacją kobiety, która wypłakuje się w kwiaty ketmii, ponieważ umiera, nosi ogromne ilości turkusowych bransoletek i staje się prawdziwie samotna, podczas gdy jej mąż Russel spędza noce poza domem”. Następnie zagrała z Denzelem Washingtonem w opartym na motywach powieści Jefferiego Deavera thrillerze kryminalnym Kolekcjoner kości, w którym wcieliła się w postać Amelii Donaghy, policjantki dręczonej wyrzutami sumienia po samobójczej śmierci ojca, która pomaga waszyngtońskiej policji schwytać seryjnego mordercę. Produkcja zarobiła na świecie ponad 151 mln dol., choć zdobyła słabe oceny krytyków – Detroit Free Press stwierdził, że „Jolie, która zawsze wypada świetnie, została po prostu źle obsadzona”.
Kolejną rolą aktorki była postać psychopatycznej Lisy Rowe w Przerwanej lekcji muzyki (1999), filmie opowiadającym historię chorej umysłowo Susanny Kaysen, opartym na jej wspomnieniach zawartych w powieści o tym samym tytule. Choć główna rola przypadła Winonie Ryder, dla której rola ta miała być powrotem na wielką scenę, gwiazdą filmu okazała się Jolie. Magazyn Variety opisał rolę Jolie jako „wspaniałą”, Roger Ebert napisał o jej grze: Jolie okazuje się być jednym z największych odkryć współczesnych filmów, działem, które strzela wyjątkowo celnie, a środowisko filmowe uznało ją za jedną z najbardziej utalentowanych aktorek jej pokolenia. Za występ w filmie zdobyła trzeci Złoty Glob, drugą Nagrodę Stowarzyszenia Aktorów Filmowych i Oscara dla najlepszej aktorki drugoplanowej.
W 2000 wystąpiła w superprodukcji 60 sekund, w której zagrała Sarah „Sway” Wayland, byłą dziewczynę złodzieja samochodów (w tej roli Nicolas Cage). Jej rola była skromna, co The Washington Post ujął słowami: Wszystko, co zrobiła w tym filmie, to chodzenie dookoła (…) i prowokujące oblizywanie językiem ust oraz zębów. Jolie wyjaśniła później, że potrzebowała takiej roli po trudnym występie w Przerwanej lekcji muzyki oraz że była to wtedy jej najbardziej kasowa produkcja (film zarobił 237 mln dol.).

### Lata 2001–2006
Chociaż jej zdolności aktorskie były oceniane bardzo wysoko, produkcje, w których występowała, nie docierały do szerokiej publiczności. W tym okresie odrzuciła propozycję zagrania w filmowej wersji Aniołków Charliego (2000). Dopiero rola w filmie Lara Croft: Tomb Raider (2001) uczyniła z niej gwiazdę światowego formatu. Początkowo odrzuciła rolę w filmie, ostatecznie jednak zgodziła się zagrać Larę Croft, archeolożkę i miłośniczkę przygód z adaptacji popularnej gry komputerowej Tomb Raider. Przed rozpoczęciem zdjęć do filmu musiała opanować brytyjski akcent, poza tym przeszła intensywny kurs sztuk walki, uczyła się władać bronią palną, porzuciła palenie papierosów i przeszła na rygorystyczną dietę wysokobiałkową. Za rolę miała otrzymać gażę w wysokości 7 mln dol. Choć była chwalona za fizyczne przygotowanie do roli, sam film został oceniony bardzo negatywnie; magazyn internetowy Slant Magazine napisał, że „Jolie urodziła się do roli Lary Croft, ale [reżyser] Simon West uczynił z jej przygód grę we Froggera”. Mimo to film okazał się sukcesem kasowym i komercyjnym, zarabiając na całym świecie 275 mln dol. i zapewniając aktorce międzynarodowy rozgłos oraz miano „najseksowniejszej aktorki na świecie”. W tym samym roku wystąpiła z Antonio Banderasem w opartym na motywach powieści Cornella Woolricha obrazie Grzeszna miłość, w którym wcieliła się w postać femme fatale Julii Russell. Film okazał się porażką i finansową, i artystyczną. Za rolę w tym filmie oraz Tomb Raiderze była nominowana do Złotej Maliny. W 2002 zagrała w dramacie Co za życie, w którym wcieliła się w postać Lanie Kerrigan, ambitnej reporterki telewizyjnej, która dowiaduje się, że pozostał jej tylko tydzień życia. Film został chłodno przyjęty przez krytyków, choć Jolie chwalono za warsztat aktorski. Prezenter CNN Paul Clinton napisał: Jolie jest doskonała w swojej roli. (…) jest nadzwyczaj wiarygodna w swej próbie samopoznania i życia pełną piersią. Mimo pochlebnych recenzji za tę rolę była ponownie nominowana do Złotej Maliny dla najgorszej aktorki.

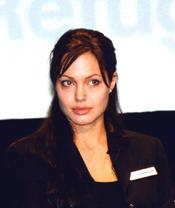
Angelina Jolie (2003)

W 2003 ponownie wcieliła się w rolę Lary Croft w filmie Lara Croft Tomb Raider: Kolebka życia. Choć sequel nie okazał się tak wielkim sukcesem, jak część pierwsza, przyniósł twórcom prawie 156 mln dol. zysku. W tym samym roku Jolie pojawiła się jako Sara w obrazie Bez granic, opowiadającym o pracy członków organizacji humanitarnych w Afryce. Chociaż odzwierciedlał działania Jolie w prawdziwym życiu, okazał się niewypałem finansowym i artystycznym, aktorka za rolę w nim – oraz w drugiej części Tomb Raidera – była po raz trzeci z rzędu nominowana do Złotej Maliny). Los Angeles Times napisał: Jolie, jak pokazała w oscarowej »Przerwanej lekcji muzyki«, potrafi wypełnić energią i uwiarygodnić rolę, której nie rozumie w realnym życiu. Potrafi także, co udowodniła filmami o Larze Croft, stworzyć bajkową postać. Ale hybryda charakterów, źle napisana rola człowieka, który wierzy, że naprawi świat, kompletnie ją pokonała. Rok później pojawiła się u boku Ethana Hawke’a w thrillerze Złodziej życia, w którym zagrała Illeanie Scott, funkcjonariuszkę FBI przysłaną do pomocy policji w Montrealu w schwytaniu seryjnego mordercy. Obraz otrzymał mieszane oceny, a The Hollywood Reporter stwierdził, że „Jolie zagrała swą rolę tak, jakby już to kiedyś robiła, a przy okazji dodaje jej trochę podekscytowania i czaru”. W tym czasie zagrała postać Frankie w wyreżyserowanym przez Kerry’ego Conrana przygodowym filmie science-fiction Sky Kapitan i świat jutra, stworzonym całkowicie za pomocą technologii blue box, a także użyczyła głosu Loli, jednej z bohaterek wyprodukowanego przez DreamWorks animowanego filmu Rybki z ferajny. Później wcieliła się w postać Olimpias, matki Aleksandra Wielkiego, w superprodukcji Olivera Stone’a Aleksander (2004). Film nie zdobył popularności w Stanach Zjednoczonych, ale okazał się sporym sukcesem poza granicami tego kraju, przynosząc dochód w wysokości 139 mln dol.. Mimo tego Jolie została czwarty raz z rzędu nominowana do Złotej Maliny, tym razem w dwóch kategoriach – Najgorsza aktorka (Złodziej życia i Aleksander) oraz Najgorszy malinowy przegrany z siedmioma nominacjami na koncie (każdą nominowaną do nagrody rolę policzono za jedną nominację).
Jedynym filmem z udziałem Jolie w 2005 była komedia sensacyjna Douga Limana Pan i pani Smith, w którym zagrała płatną zabójczynię, Jane Smith, a jej męża – Brad Pitt. Para na planie filmowym nawiązała romans, który był szeroko komentowany w prasie. Sam film osiągnął sukces komercyjny, zarobiwszy na świecie 478 mln dol., oraz artystyczny, zdobywszy przychylne oceny od krytyków, którzy w szczególności chwalili współpracę pary aktorów na planie. Star Tribune zauważył, że „podczas gdy fabuła wydaje się być chaotyczna, film urzeka galopującą energią, współpracą i termonuklearną chemią między obiema gwiazdami”. Jeszcze przed premierą filmu Jolie wspólnie z Pittem wzięła udział w sesji zdjęciowej pt. „Szczęście rodzinne” (ang. Domestic Bliss) opublikowanej do 60-stronnicowego eseju zdjęciowego opublikowanego na łamach lipcowego wydania magazynu „W”. Następnie pojawiła się w filmie Roberta De Niro Dobry agent (2006), traktującym o wczesnej historii CIA widzianej oczyma jednego z jej pracowników, Edwarda Wilsona, granego przez Matta Damona. Jolie wcieliła się w postać Margaret Russell, zaniedbanej żony Wilsona. Według Chicago Tribune „Jolie od początku do końca starzeje się przekonująco, a jej słaby charakter wzbudza sympatię publiczności”.

### Lata 2007–2019
W 2007 zadebiutowała w roli reżysera filmem dokumentalnym A Place in Time, przedstawiającym wydarzenia z 27 różnych miejsc na świecie w ciągu tych samych, przypadkowo wybranych trzech minut. Dystrybucją filmu zajęło się National Education Association, które rozprowadza go m.in. w amerykańskich szkołach średnich. W tym samym roku Jolie zagrała rolę Mariane Pearl w stylizowanym na dokument filmie Michaela Winterbottoma Cena odwagi (2007), opowiadającym historię porwania i zamordowania w Pakistanie reportera The Wall Street Journal, Daniela Pearla. Scenariusz oparty został na wspomnieniach Mariane Pearl zawartych w jej powieści pod tym samym tytułem, a premiera filmu miała miejsce na Festiwalu Filmowym w Cannes. The Hollywood Reporter opisał rolę Jolie w tym obrazie jako „dobrze przemyślaną i poruszającą”. Film przyniósł jej czwartą nominację do Złotego Globu i trzecią nominację do Nagrody Stowarzyszenia Aktorów Filmowych. Zagrała także matkę Grendela w animowanej epopei Roberta Zemeckisa Beowulf, zrealizowanej za pomocą techniki przechwytywania ruchu. Rok 2008 przyniósł trzy pozytywnie odebrane przez krytyków kreacje aktorki. Pierwsza z nich – rola zabójczyni imieniem Fox w filmie Wanted – Ścigani, inspirowanym serią minikomiksów pt. Wanted – przyniosła jej piątą lokatę na corocznej liście najlepszych ról kobiecych stworzoną przez Richarda Corlisse’a dla magazynu „Time”. Sprawdziła się także w dubbingu, użyczając głosu postaci Tygrysicy w szeroko komentowanym filmie animowanym Kung Fu Panda. Największym osiągnięciem Jolie okazała się jednak rola Christiny Collins w dramacie Oszukana, która przypadła do gustu zarówno widzom, jak i krytykom. Nagrodzono ją Satelitą dla najlepszej aktorki w filmie dramatycznym, a także nominacjami do nagród BAFTA, Złotego Globu i Oscara.
Po niemal dwuletniej przerwie Jolie wystąpiła w dreszczowcu Phillipa Noyce’a Salt, w którym wcieliła się w postać agentki CIA Evelyn Salt, oskarżonej o bycie uśpionym szpiegiem KGB. Choć postać Salt miała być pierwotnie mężczyzną, twórcy filmu, pod wpływem sugestii studia Columbia Pictures, aby w głównej roli obsadzić Jolie, zdecydowali się zmienić jej płeć. Produkcja okazała się przebojem kasowym i zebrała przeważnie pozytywne recenzje krytyków filmowych. Również w 2010 pojawiła się u boku Johnny Deppa w filmie Turysta, który spotkał się z kiepskim przyjęciem ze strony krytyków filmowych. Rok później po raz kolejny podłożyła głos Tygrysicy w drugiej części filmu Kung Fu Panda.

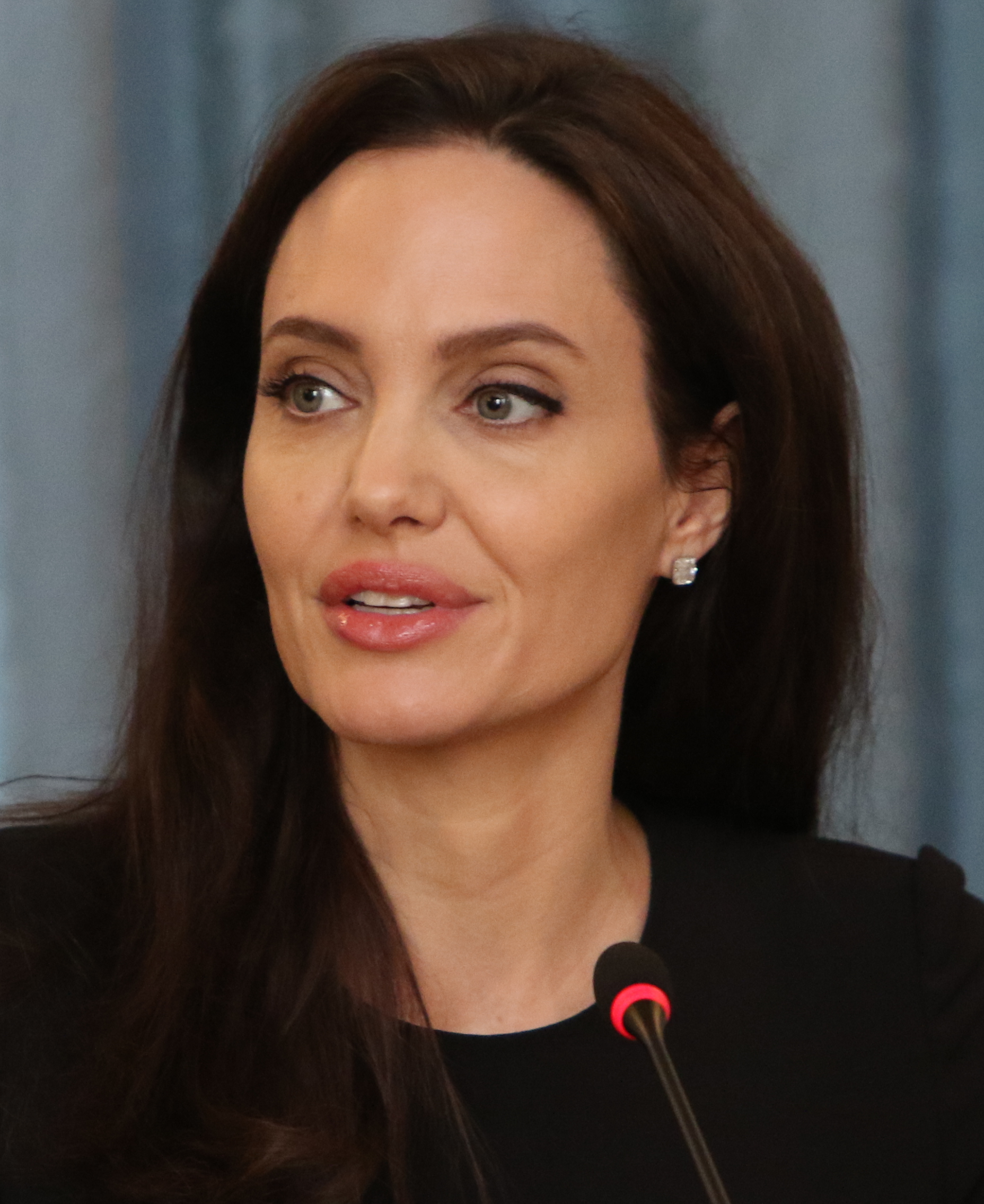
Angelina Jolie (2017)

W 2014, po ponownej dwuletniej przerwie, zagrała w filmie Czarownica główną rolę Diaboliny, czarnego charakteru z filmu animowanego Walta Disneya Śpiąca królewna. W 2019 premierę miała kontynuacja filmu, w którym główną rolę ponownie zagrała Jolie.

## Działalność humanitarna
W działalność humanitarną zaangażowała się po pobycie w Kambodży w 2001, gdzie kręciła zdjęcia do filmu Lara Croft: Tomb Raider. Ogrom biedy, jaki zobaczyła, skłonił ją do zwrócenia się do wysokiego komisarza Narodów Zjednoczonych ds. uchodźców z gotowością pomocy potrzebującym. W ciągu następnych miesięcy odwiedziła szereg obozów uchodźców na całym świecie, aby poznać sytuację i warunki, jakie w nich panują; w lipcu 2001 wyruszyła na swoją pierwszą, 18-dniową misję humanitarną do Sierra Leone i Tanzanii, niedługo potem wróciła na dwa tygodnie do Kambodży, a także spotkała się w Pakistanie z uchodźcami z Afganistanu, na rzecz których przekazała 1 mln dol.. Nalegała, aby sama mogła pokryć koszty wyprawy oraz by pozwolono jej dzielić trudne warunki pracy i życia razem z innymi członkami misji. Od 2001 rokrocznie przekazuje część swoich zarobków na cele dobroczynne.
Będąc pod wrażeniem zaangażowania aktorki w działalność humanitarną, 27 sierpnia 2001 wysoki komisarz Narodów Zjednoczonych ds. uchodźców mianował Jolie w siedzibie biura w Genewie ambasadorem dobrej woli tejże instytucji. Na konferencji prasowej Jolie wyjaśniła powody decyzji o dołączeniu do organizacji ds. uchodźców:

Nie możemy się zamknąć na informacje i ignorować faktu, że miliony ludzi cierpią. Po prostu chcę pomóc. Nie wierzę, że tylko ja tak czuję. Wydaje mi się, że wszyscy chcemy sprawiedliwości i równości, szansy na to, by życie nabrało sensu. Wszyscy chcielibyśmy wierzyć, że gdy my będziemy w złej sytuacji, ktoś nam pomoże.

Przez trzy pierwsze lata pracy jako ambasador dobrej woli koncentrowała się na pomocy uchodźcom i ludziom przesiedlonym wewnętrznie na obszarze całego świata. Zapytana o to, co chce osiągnąć, odpowiedziała: Jestem świadoma okropieństw, jakie przeżyli ci ludzie. Uważam, że powinni być podziwiani za to, że je przetrwali, nie tracąc przy tym nadziei. W 2002 odwiedziła obóz dla uchodźców Tham Hin w Tajlandii oraz kolumbijskich uchodźców w Ekwadorze. Następnie udała się do różnych ośrodków UNHCR w Kosowie oraz opłaciła koszt pomocy dla obozu Kakuma w Kenii, gdzie mieszkają uciekinierzy z Sudanu. W czasie kręcenia zdjęć do filmu Bez granic spotkała się z angolskimi uchodźcami w Namibii.

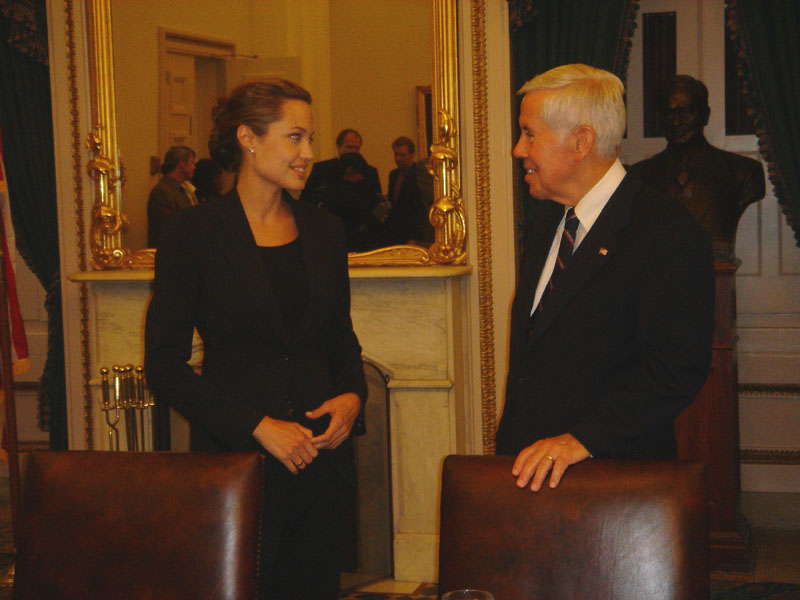
Angelina Jolie podczas spotkania z amerykańskim senatorem Richardem Lugarem w 2005

W 2003 wzięła udział w sześciodniowej misji w Tanzanii, podczas której odwiedziła obozy przy zachodniej granicy kraju, w których schronienie znaleźli emigranci z Demokratycznej Republiki Konga oraz udała się w krótką wizytę do Sri Lanki. Następnie pojechała na cztery dni do Rosji i na Kaukaz Północny. Wkrótce potem opublikowała zbiór relacji z podróży po świecie pt. Notes from My Travels, a w grudniu 2003 w czasie prywatnego pobytu w Jordanii poprosiła o spotkanie z irackimi uchodźcami oraz udała się do Egiptu, gdzie odwiedziła wypędzonych mieszkańców sudańskiej prowincji Darfur.
W pierwszą podróż po Stanach Zjednoczonych wyruszyła w 2004, kiedy udała się do trzech ośrodków dla osób oczekujących na azyl w Arizonie oraz do centrum Southwest Key Program w Phoenix, gdzie przebywają porzucone dzieci. W związku z pogarszającą się sytuacją humanitarną w Sudanie w czerwcu poleciała do Czadu, składając wizytę w przygranicznych obozach dla osób, które uciekły przed walkami mającymi miejsce w Darfurze, a cztery miesiące później udała się do samego Darfuru. W tym samym roku spotkała się z afgańskimi uchodźcami w Tajlandii, a w okresie świąt Bożego Narodzenia podczas prywatnej wizyty w Libanie odwiedziła biuro UNHCR w Bejrucie, jak również osoby chore na raka z pobliskiego szpitala. W 2005 odwiedziła pakistańskie obozy, w których przebywają uchodźcy z Afganistanu, a także spotkała się z ówczesnym prezydentem kraju, Pervezem Musharrafem, oraz premierem Shaukatem Azizem. Do Pakistanu wróciła wraz z Bradem Pittem w Święto Dziękczynienia, by zobaczyć skutki trzęsienia ziemi w Kaszmirze. W 2006 udała się na Haiti, gdzie odwiedziła szkołę wspieraną finansowo przez fundację charytatywną Yéle Haïti. Święta bożonarodzeniowe w 2006 spędziła w towarzystwie kolumbijskich uchodźców w Kostaryce. W 2007 ponownie przyleciała do Czadu i przeznaczyła 1 mln dol. na organizacje pomagające ofiarom konfliktu w Darfurze.
Wraz z rosnącym doświadczeniem coraz bardziej angażowała się w propagowanie problemów humanitarnych na płaszczyźnie politycznej. Regularnie bierze udział w obchodach Światowego Dnia Uchodźcy w Waszyngtonie oraz w Światowym Forum Ekonomicznym w Davos. Aktywnie lobbuje wśród polityków amerykańskich, często spotykając się z członkami Kongresu Stanów Zjednoczonych. Cel działań wyjaśniła magazynowi „Forbes”:

Choć wiele bym dała, aby móc nie przyjeżdżać do Waszyngtonu, to jest to miejsce, w którym można zdziałać najwięcej.

W 2005 wzięła udział w zorganizowanym przez National Press Club obiedzie, podczas którego ogłosiła projekt założenia National Center for Refugee and Immigrant Children, organizacji, której zadaniem byłoby udzielanie pomocy prawnej osobom szukającym azylu. Współprzewodniczy akcji Education Partnership for Children of Conflic, zapoczątkowanej w 2006 przez William J. Clinton Foundation, której zadaniem jest wspomaganie programów edukacji dzieci dotkniętych przez konflikty.
Oprócz zaangażowania w działalność humanitarną na poziomie politycznym, zaczęła także wykorzystywać w tym celu popularność w mediach. Nakręciła film dokumentalny dla telewizji MTV The Diary of Angelina Jolie & Dr. Jeffrey Sachs in Africa (2005), w którym ukazała swoją podróż wraz z ekonomistą dr Jeffreyem Sachsem do osamotnionych wiosek w zachodniej Kenii. W 2006 ogłosiła powstanie fundacji Jolie-Pitt, której pierwszym zadaniem stało się wsparcie finansowe udzielone organizacjom Global Action for Children oraz Lekarze bez Granic. W tym samym roku premierę miał jej kolejny film dokumentalny zrealizowany dla MTV – Inhuman Traffic, w którym opowiedziała o handlu kobietami w Europie.
Za zasługi na płaszczyźnie działalności humanitarnej w 2003 otrzymała od Stowarzyszenia Korespondentów ONZ (UNCA) nagrodę Sergio Vieira de Mello Citizen of the World, a w 2005 została laureatką Global Humanitarian Award ufundowanej przez United Nations Association of the United States of America. Ponadto za pomoc w ochronie rezerwatu dzikich zwierząt w prowincji Battambang została uhonorowana obywatelstwem Kambodży przez króla Norodoma Sihamoniego. W 2007 została członkiem Rady Stosunków Międzynarodowych oraz otrzymała nagrodę Freedom Award od Międzynarodowego Komitetu Ratunkowego.

## Odbiór
Pojawiała się w mediach od najmłodszych lat, co wynikało z faktu, że jest córką znanego hollywoodzkiego aktora Jona Voighta. W latach 1986 i 1988 brała z nim udział w ceremoniach rozdania Oscarów. Gdy rozpoczynała karierę aktorską, zdecydowała się nie używać nazwiska „Voight”, nie chcąc być posądzaną o to, że role w filmach zawdzięcza jedynie sławnemu ojcu.
W początkowym okresie kariery tworzyła wokół siebie wizerunek nastoletniej skandalistki, m.in. podczas uroczystości wręczenia Oscarów w 2000 pocałowała swojego brata w usta, a podczas przemowy na scenie wyznała: „Jestem zakochana w swoim bracie”, co wywołał spekulacje wśród tabloidów na temat ich rzekomego kazirodczego związku. Oboje jednoznacznie zaprzeczyli tym plotkom, wyjaśniając później w licznych wywiadach, że po rozwodzie rodziców jako rodzeństwo byli zdani tylko na siebie, co wzmocniło ich wspólne więzi emocjonalne.
Najbardziej wyróżniająca cecha fizyczna aktorki, ponętne usta, stały się tematem wielu komentarzy prasy oraz „standardem piękna na Zachodzie” wśród kobiet poddających się operacjom plastycznym. Po występie w filmie Lara Croft: Tomb Raider wiele młodych dziewcząt stylizowało się na postać graną przez Jolie, ona sama dzięki roli Lary Croft stała się symbolem seksu, a prasa zaczęła określać ją mianem „najseksowniejszej aktorki na świecie.

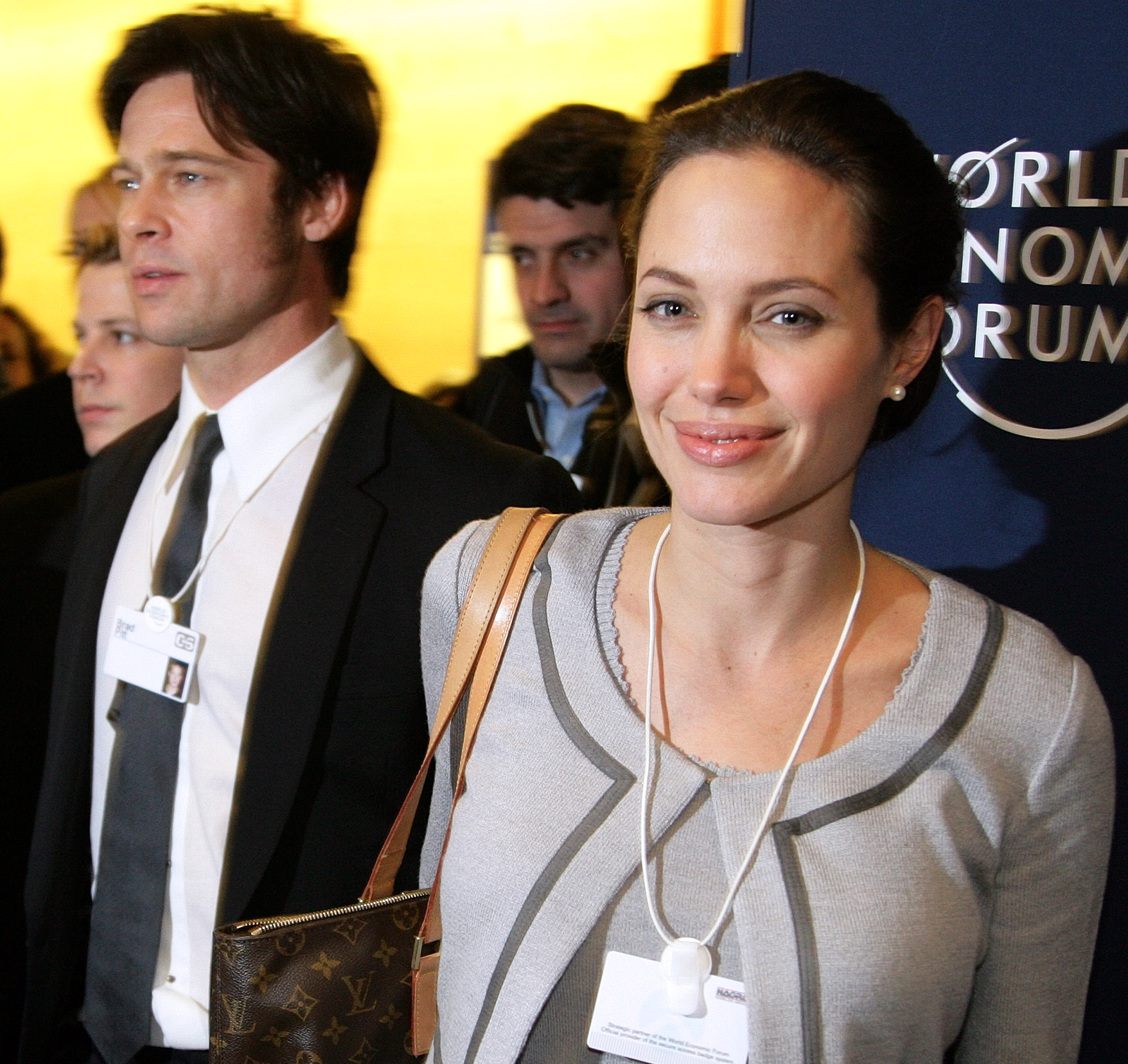
Angelina i Brad Pitt na WEF w Davos, styczeń 2006

Uważana jest za „jedną z największych gwiazd, która nie zatrudnia specjalistów od marketingu”, a jednocześnie zyskała zainteresowanie prasy brukowej, będąc bardzo wylewną w wywiadach, m.in. opisując swe życie intymne i fascynację BDSM oraz twierdząc, że chciałaby się przespać z jedną ze swych fanek. Pojawiała się na nagłówkach wielu gazet również z powodu szeroko komentowanego związku z Billym Bobem Thorntonem, a także przemiany w aktywistkę na rzecz działalności humanitarnej. Gdy została ambasadorem dobrej woli UNHCR, zaczęła wykorzystywać status gwiazdy w lobbowaniu w sprawach ważnych dla świata.
Mający początek w 2005 związek aktorki z Bradem Pittem stał się jednym z najczęściej opisywanych tematów w światowej prasie plotkarskiej. Po tym, jak na początku 2006 Jolie potwierdziła, że jest w ciąży, parę otoczył niespotykany dotąd na tę skalę szum medialny, który „osiągnął stopień szaleństwa”, jak to opisał Reuters w notatce „The Brangelina fever”. Chcąc uniknąć zainteresowania mediów, para postanowiła urodzić Shiloh („najbardziej oczekiwane dziecko po Jezusie”, jak opisały je media) w Namibii. W 2008 druga ciąża aktorki „nakręciła” kolejny szał medialny – przez dwa tygodnie, które aktorka spędziła w szpitalu w Nicei, reporterzy i fotografowie koczowali przed budynkiem, aby ogłosić światu narodziny syna i córki. W 2006 badania marketingowe firmy ACNielsen, przeprowadzone w 42 państwach, wykazały, że Jolie i Pitt są w opinii przedsiębiorstw z całego świata najbardziej pożądanymi promotorami ich marek i produktów.
Jest jedną z najlepiej rozpoznawalnych na świecie gwiazd Hollywood. Według badań Q score po otrzymaniu Oscara w 2000 Jolie rozpoznawało ok. 31% Amerykanów, w 2006 natomiast było to już 81% respondentów. Jolie w latach 2006 i 2008 znalazła się na liście „100 najbardziej wpływowych ludzi świata” według magazynu „Time”. W 2006 została wybrana najpiękniejszą kobietą świata w rankingu magazynu People oraz wygrała głosowanie wśród widzów brytyjskiej stacji Channel 4 na symbol seksu wszech czasów w 2007. W latach 2006–2008 zajmowała czołowe miejsca w sporządzanej corocznie liście najbardziej wpływowych gwiazd mediów Celebrity 100 według czasopisma Forbes. Jolie została również wpisana do mającej ukazać się w 2009 księgi rekordów Guinnessa jako najbardziej wpływowa aktorka.

### Tatuaże

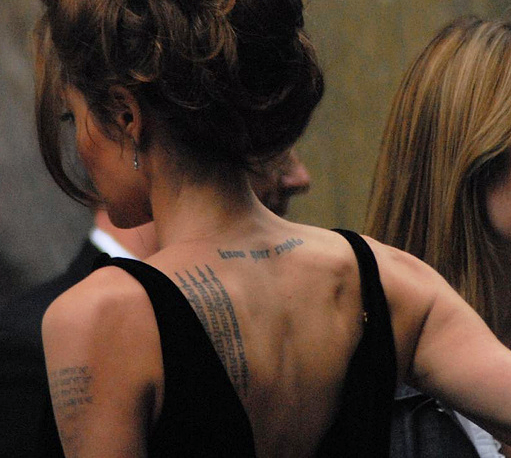
Kilka z tatuaży widocznych na plecach Jolie, czerwiec 2007

Tatuaże na ciele Jolie są przedmiotem częstych komentarzy i dociekań ze strony mediów. Sama aktorka stwierdziła, że nie przeszkadzają jej one w pracy, a przy obecnym poziomie techniki filmowej mogą zostać łatwo zamaskowane. W wielu produkcjach, w których występowała Jolie, jej tatuaże ukrywano za pomocą makijażu.
Posiada 13 tatuaży, w tym: cytat z Tennessee Williamsa („Modlitwa za dzikich w sercu, trzymanych w klatce”) na lewym przedramieniu (podobny tatuaż nosiła również jej matka), arabski zwrot „لعزيمة” (siła woli) na prawym przedramieniu, łacińskie przysłowie „Quod me nutrit me destruit” (To, co mnie żywi, zabija mnie) poniżej pępka oraz zapisaną w starożytnym języku Khmerów modlitwę za swego syna Maddoxa na lewym barku. Po wewnętrznej stronie lewego nadgarstka ma tatuaż z literą „H”, nawiązującą do jej byłego partnera, Timothy’ego Huttona, a jednocześnie do brata, Jamesa Havena. Ma także wytatuowany krzyż w dolnej części brzucha, tygrysa i smoka na plecach, dwa czarne tribale i okno u dołu pleców oraz sentencję „Know your rights” (Znaj swoje prawa) u nasady tylnej części szyi. Na cześć drugiego męża wytatuowała sobie napis „Billy Bob” na lewym ramieniu oraz tekst pisany tajnym pismem na prawym ramieniu; po rozstaniu usunęła laserowo tatuaże, a na jego miejsce umieściła współrzędne geograficzne miejsc, w których urodziły się jej dzieci. Dla ówczesnego partnera wytatuowała sobie także jego imiona w pachwinie.

## Życie prywatne
W wielu wywiadach podkreślała, że jest biseksualna. W 2007 i 2008 znalazła się wśród setki najseksowniejszych kobiet świata opublikowanej w lesbijskim portalu internetowym „AfterEllen”.
Media wielokrotnie spekulowały, że Jolie wyznaje buddyzm, ale aktorka przyznała, że uczy jedynie buddyzmu swego syna Maddoxa, ponieważ jest to część jego kultury. Jolie nie określiła jednoznacznie, czy wierzy w Boga. Zapytana w 2000, czy istnieje Bóg, powiedziała: „Wydaje mi się, że istnieje dla ludzi, którzy w Niego wierzą. Ja natomiast Go nie potrzebuję”.
14 maja 2013 w artykule opublikowanym na łamach „The New York Times” poinformowała, że przeszła zabieg podwójnej prewencyjnej mastektomii (z jednoczesną operacją odtwórczą) z powodu obecności mutacji genu BRCA1 predysponującego w znacznym stopniu do zachorowania na raka piersi lub jajników. Do podjęcia tej decyzji skłoniła aktorkę śmierć matki po wieloletniej walce z nowotworem.

### Związki
28 marca 1996 poślubiła aktora Jonny’ego Lee Millera, którego poznała rok wcześniej na planie filmu Hakerzy (1995). Podczas ceremonii ślubnej była ubrana w czarne, skórzane spodnie i białą koszulkę, na której własną krwią wypisała imię pana młodego. Na planie filmu Wtajemniczenie (1996) poznała aktorkę Jenny Shimizu, z którą utrzymywała kontakty seksualne. W 1997 Jolie i Miller przeszli w stan separacji, a 3 lutego 1999 wzięli rozwód. Choć ich małżeństwo rozpadło się, pozostali ze sobą w dobrych stosunkach, co Jolie skomentowała słowami: „Wszystko sprowadza się do wyczucia czasu. Myślę, że [Miller] jest najlepszym mężem, jakiego dziewczyna może sobie wymarzyć. Zawsze będę go kochała, ale [wtedy] byliśmy po prostu za młodzi”. Pod koniec lat 90. przez ponad rok była związana ze starszym od niej o 15 lat aktorem Timothym Huttonem.
5 maja 2000 poślubiła starszego od niej o 20 lat aktora i piosenkarza Billy’ego Boba Thorntona, którego poznała podczas kręcenia zdjęć do filmu Zmęczenie materiału (1999). Uroczystość odbyła się w Little Church of West Wedding Chappel w Las Vegas i kosztowała nowożeńców 189 dol.. Jolie tuż przed ślubem doznała ataku rozpaczy i załamania nerwowego, przez co trafiła do Centrum Medycznego UCLA. W wyniku częstych deklaracji namiętnej miłości i publicznego jej okazywania m.in. poprzez noszenie na szyi flakoników z krwią partnera, związek aktorów stał się jednym z ulubionych tematów prasy brukowej. Thornton napisał dla Jolie dwie piosenki: „Your Blue Shadow” i „Angelina”. 27 maja 2003 rozwiedli się. Aktorka, zapytana o nagły rozpad małżeństwa, odpowiedziała: „Mnie również to zaskoczyło, ponieważ w ciągu jednej nocy całkowicie się zmieniliśmy. Jednego dnia się kochaliśmy, a następnego już nic nas nie łączyło. Wiem, że to straszne, ale… wydaje mi się, że to się może zdarzyć, gdy jesteś zaangażowany, choć jeszcze do końca nie znasz samego siebie”. W innym wywiadzie ujawniła, że czynnikiem decydującym o ich rozstaniu był brak zainteresowania Thorntona adoptowanym przez nich synem, Maddoxem, oraz częsta nieobecność męża w domu.

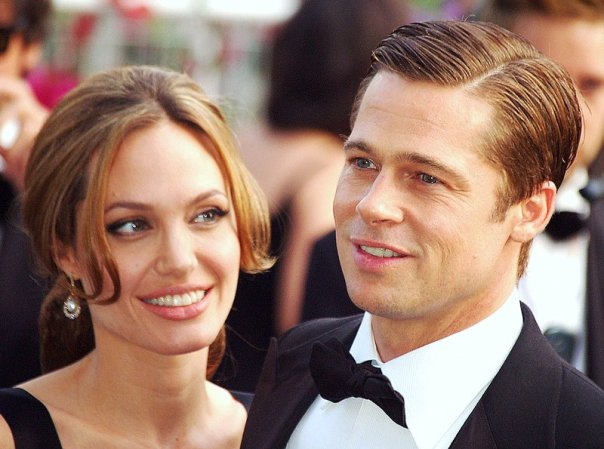
Angelina Jolie i Brad Pitt (2007)

Na początku 2005 stała się bohaterką szeroko opisywanego na łamach hollywoodzkiej prasy skandalu – zasugerowano jej romans z Bradem Pittem, którego poznała na planie filmu Pan i pani Smith (2005), co miało być główną przyczyną rozwodu aktora z Jennifer Aniston. Jolie wielokrotnie zaprzeczała plotkom, a w jednym z wywiadów wyjaśniła: „Ponieważ mój własny ojciec zdradzał matkę, bycie w intymnych stosunkach z żonatym mężczyzną uważam za niewybaczalne. Gdybym coś takiego zrobiła, nie mogłabym rano spojrzeć w lustro. To nie w porządku rozbijać małżeństwo”. Choć oboje unikali publicznego wypowiadania się na temat natury ich wzajemnych relacji, media spekulowały na ten temat przez cały rok 2005. Przez cały okres lata Jolie i Pitt byli widziani razem ze wzrastającą częstotliwością, a większość brukowców ogłosiła ich parą, nadając im miano „Brangelina”. 11 stycznia 2006 na łamach magazynu People Jolie potwierdziła, że jest w ciąży, a ojcem jest Pitt; redakcja w zamian za zgodę na publikację zdjęć ciężarnej aktorki przekazała 500 tys. dol. na rzecz fundacji Yéle Haiti. W kwietniu 2012 ogłoszono zaręczyny pary, a 23 sierpnia 2014 narzeczeni wzięli ślub. 19 września 2016 do sądu w Los Angeles wpłynął pozew rozwodowy złożony przez Jolie, która powołała się na „niemożliwe do pogodzenia różnice”. Domagała się też wyłącznego prawa do opieki nad szóstką ich dzieci, z możliwością sądownie ustalonych spotkań z Pittem. Para rozwiodła się 12 kwietnia 2019.

### Dzieci
10 marca 2002 adoptowała siedmiomiesięcznego Ratha Vibola (ur. 5 sierpnia 2001 w Kambodży), oddanego przez matkę do sierocińca w Battambang. Aktorka zdecydowała się złożyć wniosek o adopcję chłopca po tym, jak dwukrotnie odwiedziła ten kraj podczas zdjęć do filmu Tomb Raider i jako przedstawicielka UNHCR w 2001. Syn otrzymał imiona Maddox Chivan. Po rozwodzie z Billym Bobem Thorntonem otrzymała wyłączne prawo do opieki nad Maddoxem. Syn Jolie stał się popularny wśród prasy brukowej.
6 lipca 2005 otrzymała prawa do wychowywania sześciomiesięcznej dziewczynki z Etiopii, Zahary Marley Yemsrach (ur. 8 stycznia 2005), która w sierocińcu w Addis Abebie otrzymała nowe imię – Tena Adam. Wkrótce po przybyciu do Stanów Zjednoczonych dziewczynka została hospitalizowana z powodu odwodnienia i niedożywienia oraz zakażenia salmonellą. Podczas podpisywania przez Jolie dokumentów adopcyjnych Zahary obecny był Brad Pitt. Aktorka wyznała później, że decyzję o tym para podjęła wspólnie. 19 stycznia 2006 sąd w Kalifornii zaakceptował wniosek Pitta o prawną adopcję dwójki dzieci Angeliny oraz formalną zmianę ich nazwiska na „Jolie-Pitt”. W 2007 media doniosły, że biologiczna matka Zahary, Mentewabe Dawit, nadal żyje i żąda oddania jej córki, choć sama później zaprzeczyła pogłoskom, mówiąc, że – jej zdaniem – Zahara miała „ogromne szczęście”, trafiając pod opiekę Jolie.
Swoje pierwsze biologiczne dziecko, Shiloh Nouvel Jolie-Pitt, urodziła za pomocą cesarskiego cięcia 27 maja 2006 w leżącym na zachodzie Namibii mieście Swakopmund. Pitt potwierdził wkrótce przypuszczenia prasy, że ich nowo narodzona córeczka będzie posiadała namibijski paszport. Jolie zdecydowała się sprzedać prawa do pierwszych zdjęć dziewczynki agencji Getty Images, a nie pozwolić, by zrobili je paparazzi. Ponadto magazyn People zapłacił 4,1 mln dol. za prawa do publikacji na obszarze Ameryki Północnej, podczas gdy brytyjski magazyn Hello! – 3,5 mln dol. za prawa do publikacji na całym świecie, a pieniądze zarobione w ten sposób Jolie i Pitt przekazali na cele charytatywne. Niedługo później Muzeum Figur Woskowych Madame Tussaud odsłoniło postać dwumiesięcznej dziewczynki, która stała się pierwszym niemowlęciem posiadającym własną woskową kopię w tym muzeum.
15 marca 2007 adoptowała trzyletniego chłopca z Wietnamu o imieniu Pax Thien (ur. 29 listopada 2003), porzuconego po porodzie w lokalnym szpitalu, gdzie nazwano go Phạm Quang Sáng. Aktorka zabrała go z sierocińca Tam Binh w mieście Ho Chi Minh. Ujawniła, że imię Pax zasugerowała jej przed śmiercią jej matka.
Przez następne miesiące prasa brukowa spekulowała, że aktorka jest w podwójnej ciąży, co sama Jolie potwierdziła na Festiwalu Filmowym w Cannes w 2008. 12 lipca w szpitalu Lenval w Nicei z pomocą cesarskiego cięcia urodziła chłopca Knoxa Leona i dziewczynkę Vivienne Marcheline. Prawa do pierwszych zdjęć Knoxa i Vivienne kupiły wspólnie magazyny People i Hello! za sumę 14 mln dol., co uczyniło je najdroższymi fotografiami dzieci gwiazd w historii. Pieniądze zasiliły konto Fundacji Jolie-Pitt.

### Majątek
Po adopcji pierwszego dziecka w 2001 wybudowała dom w Samolt, okręgu w północnej Kambodży, by jej adoptowany syn Maddox miał możliwość wizyt w kraju swojego pochodzenia. Podczas prac nad filmem Lara Croft Tomb Raider: Kolebka życia (2003) kupiła, wartą 2,1 mln funtów, posiadłość usytuowaną niedaleko wsi Fulmer w Buckinghamshire.
W 2004 zaczęła pobierać lekcje pilotażu, ostatecznie zdała egzamin na licencję pilota i kupiła prywatny samolot Cirrus SR22.

## Nagrody i nominacje

### Główne nagrody i nominacje do filmów
| Nagroda                          | Rok  | Nominowana praca            | Kategoria                                                                     | Wynik     |
| -------------------------------- | ---- | --------------------------- | ----------------------------------------------------------------------------- | --------- |
| Nagroda Akademii Filmowej        | 1999 | Przerwana lekcja muzyki     | Najlepsza aktorka drugoplanowa                                                | Wygrana   |
| Nagroda Akademii Filmowej        | 2008 | Oszukana                    | Najlepsza aktorka pierwszoplanowa                                             | Nominacja |
| BAFTA                            | 2008 | Oszukana                    | Najlepsza aktorka pierwszoplanowa                                             | Nominacja |
| BAFTA                            | 2018 | Najpierw zabili mojego ojca | Najlepszy film nieanglojęzyczny                                               | Nominacja |
| Nagroda Emmy                     | 1997 | George Wallace              | Najlepsza aktorka drugoplanowa w miniserialu lub filmie telewizyjnym          | Nominacja |
| Nagroda Emmy                     | 1998 | Gia                         | Najlepsza aktorka w miniserialu lub filmie telewizyjnym                       | Nominacja |
| Złoty Glob                       | 1997 | George Wallace              | Najlepsza aktorka drugoplanowa w serialu, miniserialu lub filmie telewizyjnym | Wygrana   |
| Złoty Glob                       | 1998 | Gia                         | Najlepsza aktorka w miniserialu lub filmie telewizyjnym                       | Wygrana   |
| Złoty Glob                       | 1999 | Przerwana lekcja muzyki     | Najlepsza aktorka drugoplanowa                                                | Wygrana   |
| Złoty Glob                       | 2007 | Cena odwagi                 | Najlepsza aktorka w dramacie                                                  | Nominacja |
| Złoty Glob                       | 2008 | Oszukana                    | Najlepsza aktorka w dramacie                                                  | Nominacja |
| Złoty Glob                       | 2010 | Turysta                     | Najlepsza aktorka w komedii lub musicalu                                      | Nominacja |
| Złoty Glob                       | 2011 | Kraina miodu i krwi         | Najlepszy film zagraniczny                                                    | Nominacja |
| Złoty Glob                       | 2018 | Najpierw zabili mojego ojca | Najlepszy film zagraniczny                                                    | Nominacja |
| Nagroda Gildii Aktorów Filmowych | 1998 | Gia                         | Najlepsza aktorka w filmie telewizyjnym lub miniserialu                       | Wygrana   |
| Nagroda Gildii Aktorów Filmowych | 1999 | Przerwana lekcja muzyki     | Najlepsza aktorka w roli drugoplanowej                                        | Wygrana   |
| Nagroda Gildii Aktorów Filmowych | 2007 | Cena odwagi                 | Najlepsza aktorka w roli głównej                                              | Nominacja |
| Nagroda Gildii Aktorów Filmowych | 2008 | Oszukana                    | Najlepsza aktorka w roli głównej                                              | Nominacja |